# ジェイク・ガーン
エドウィン・ジェイコブ・“ジェイク”・ガーン（Edwin Jacob "Jake" Garn、 1932年10月12日 - ）は、アメリカ合衆国の政治家である。共和党に所属し、1974年から1993年までユタ州選出上院議員を務めた。1985年のSTS-51-Dミッションでスペースシャトル・ディスカバリーにペイロードスペシャリストとして搭乗し、史上初の宇宙飛行を行ったアメリカ連邦議会議員となった。上院議員になる前はソルトレイクシティ市長を務めていた。

## 若年期と教育
ガーンは1932年10月12日にユタ州リッチフィールドで生まれた。父は第一次世界大戦のパイロットだった。
ユタ大学でビジネスと金融を専攻し、1955年に理学の学士号を取得して卒業した。

## キャリア
大学卒業後はアメリカ海軍に入隊し、飛行艇P5Mを操縦した。1963年に予備役となり、ユタ空軍州兵で空中給油機のKC-97やKC-135を操縦した。1979年4月に大佐として退官した。その後、スペースシャトルの任務後に准将に昇進した。海軍での飛行時間は1万7千時間だった。
ソルトレイクシティの委員を4年間務めた後、1971年にソルトレイクシティ市長選挙に当選し、1972年に就任した。2023年現在で、共和党員が同市市長を務めたのはガーンが最後である。
1974年にユタ州選出上院議員に当選し、引退した共和党のウォレス・F・ベネット（後のボブ・ベネット上院議員の父）の後を継いだ。1980年、1986年にも再選された。1980年の選挙の得票率は74%で、これはユタ州史上最大の得票率である。
ガーンは人工妊娠中絶に強く反対していたが、1982年の選挙の前にプロライフ政治活動委員会（PAC委員会）事務局長のピーター・ジェンマが「落選させたい議員」として妊娠中絶の権利を支持する議員の一覧（ヒットリスト）を発表したときには、ヘンリー・ハイド下院議員とともに同委員会の役員を辞任した。2人はメディケイドによる人工妊娠中絶を制限したハイド修正条項の提案者だった。ガーンらは、このリストは議員の間に取り返しのつかない不和を生んで逆効果であり、全ての議員が利益団体からのこの種のシングルイシュー攻撃を受ける可能性があると述べた。ジェンマは、ガーンとハイドの辞任には驚いたが、中絶反対候補のために65万ドルを支出する計画は継続すると述べた。
ガーンは、上院銀行・住宅・都市問題委員会の委員長を務めた。委員長在任中の1982年、貯蓄貸付を部分的に規制緩和し、将来の貯蓄貸付組合危機を防止しようしたガーン＝セント・ジャーメイン預託機関法を共同で提案した。また上院歳出委員会の委員でもあり、HUD独立機関小委員会の委員長を務めた。
1992年に上院議員を引退した。ガーンは全国一般投票州際協定(NPVIC)を支持していた

## 宇宙飛行
ガーンは、NASAの予算も取り扱う上院予算委員会の委員であり、海軍での豊富な航空経験を持っていたことから、スペースシャトルに自分を乗せるよう要請した。ガーンは1981年からスペースシャトルへの搭乗について公の場でNASAに質問し始めた。NASAは以前から、芸術家、ジャーナリスト、エンターテイナー、教師などの「市民乗客」(citizen passengers)のスペースシャトルへの搭乗を計画していたが、1984年11月、連邦議会議員のガーンが宇宙へ行くという発表は、多くの人を驚かせた。ガーンは、スペースシャトルへの搭乗は事実調査のためだと述べた。「私は、議員が投票したものをチェックし、資金が適切に使われているかを確認することが必要だと思います。上院議員にタイヤを蹴ってもらうことも必要かもしれません」
ガーンが搭乗するSTS-51-Dミッションのスペースシャトル・ディスカバリーは、フロリダ州のケネディ宇宙センターから1985年4月12日に打ち上げられ、4月19日に帰還した。STS-51-Dの主な目的は、2基の通信衛星の展開、電気泳動と心臓超音波検査の宇宙空間での実施などだった。ガーンの役職はペイロードスペシャリストであり、連邦議会を代表するオブザーバーのほか、宇宙酔いに関する医学実験の被験者でもあった。ガーンは地球周回軌道を108周し、167時間以上宇宙に滞在した。
ガーンの宇宙酔いはあまりにひどく、人類が経験しうる最悪のレベルの宇宙酔いだと評された。それ以降、NASA関係者の間で、ガーンの宇宙酔いを最高レベルの「1ガーン」とする非公式の単位が使われるようになった。マイク・マレーンなどのペイロード・スペシャリスト計画に反対するNASAの宇宙飛行士の中には、ガーンの宇宙酔いを根拠に、訓練をほとんど受けていない人間に宇宙飛行をさせることは不適切だと述べる者もいた。しかし、ガーンは宇宙酔いがひどかった以外は体調は良く、また、訓練を受けていないわけではなく、飛行訓練を16歳の時から受けていた。チャールズ・ボールデン宇宙飛行士は、ガーンについて「理想的な候補者だ。彼は宇宙飛行士室の誰よりも飛行時間が長い、海軍のベテランパイロットだからだ」と述べた。同じミッションのもう1人のペイロードスペシャリストであるチャールズ・ウォーカーは、自身も飛行経験があるにもかかわらず、このフライトで宇宙酔いに苦しんだと述べた。
帰還後の1989年、ガーンは小説Night Launchを共同で執筆した。この小説は、NASAとソビエト連邦が初めてスペースシャトルを飛行させた際に、スペースシャトルがテロリストに乗っ取られたという内容である。

## 私生活
ガーンは1957年にヘイゼル・レー・トンプソンと結婚した。ヘイゼルとの間にはジェイコブ、スーザン、エレン、ジェフリーの4人の子供がいる。ヘイゼルは1976年に自動車事故で死去した。
1977年、ガーンはキャスリーン・ブルワートンと再婚した。キャスリーンの連れ子のブルックがいるほか、キャスリーンとの間にマシューとジェニファーの2人の子供がいる。キャスリーンは2018年5月31日に死去した。
ガーンは末日聖徒イエス・キリスト教会の信者である。
1986年、糖尿病により腎不全が進行していた27歳の娘スーザンに腎臓を提供した。